# 120 Lachesis
120 Lachesis (in italiano 120 Lachesi) è un grande e scuro asteroide della Fascia principale. È probabilmente un primitivo asteroide di tipo C e perciò composto da carbonati.
Lachesis fu scoperto il 10 aprile 1872 da Alphonse Louis Nicolas Borrelly dall'osservatorio di Marsiglia (Francia). Fu battezzato così in onore di Lachesi, una delle tre Moire (o Parche) della mitologia greca. Le altre due Moire sono Cloto (97 Klotho) e Atropo (273 Atropos).
L'unica occultazione stellare di Lachesis è stata osservata nel 1999 dal sud-ovest degli Stati Uniti d'America.